# Federální distrikt
Federální nebo také spolkový distrikt, je označení vyšší územně-správní jednotky v některých federativních státech. 

## Charakteristika
Tyto celky nejsou považovány za rovnoprávné členy (spolkový stát) těchto federací, ani je s nimi nelze srovnávat, nýbrž se jedná spíše o samostatné entity pod přímou správou federální vlády, která zde obvykle sídlí. Tímto je zabráněno spolkovým státům, aby kterýkoliv z nich získal nepatřičný vliv na federální záležitosti.

## Příklady federálních distriktů
- brazilské hlavní město Brasília jako distrito Federal do Brasil
- venezuelské hlavní město Caracas jako distrikt hlavního města
- hlavní město USA Washington, D.C. jako federální distrikt
- region Brčko v Bosně a Hercegovině jako federální distrikt

## Obdobná autonomní území
- argentinské hlavní město Buenos Aires jako autonomní město, které nespadá pod žádnou z argentinských provincií
- mexické hlavní město Ciudad de México, které nespadá pod žádný z mexických států
- indické hlavní město Dillí jako jedno ze svazových teritorií
- malajská spolková teritoria Putrajaya, Kuala Lumpur a Labuan
- Teritorium hlavního města Austrálie, ve kterém leží Canberra
- Teritorium federálního hlavního města v Nigérii, ve kterém leží Abuja
- pákistánské hlavní město v rámci Teritoria hlavního města Islámábád